# 葉桂 (圍棋棋手)
葉桂（1974年8月5日—），女，湖北人，中國职业圍棋棋手，中国棋院五段。

## 生平
叶1989年入段，1985年升为五段，2003年獲全国围棋个人赛女子组冠军。

## 家庭
叶桂的丈夫为中国国际象棋棋手林卫国。